# CY Волос Вероники
CY Волос Вероники (лат. CY Comae Berenices) — одиночная переменная звезда** в созвездии Волос Вероники на расстоянии приблизительно 19406 световых лет (около 5950 парсек) от Солнца. Видимая звёздная величина звезды — от +15,5m до +14,4m.

## Характеристики
CY Волос Вероники — жёлто-белая пульсирующая переменная звезда типа RR Лиры (RRAB) спектрального класса F. Эффективная температура — около 6588 K.